# Diocèse de Görlitz

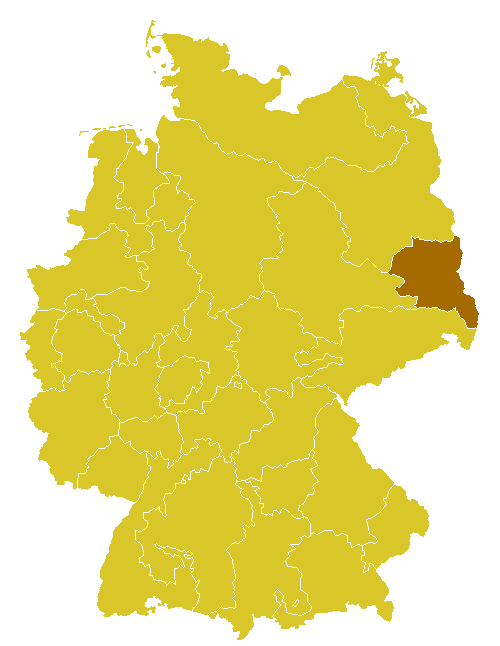
Territoire du diocèse

Le diocèse de Görlitz (en latin Dioecesis Gorlicensis) est un diocèse catholique romain d'Allemagne, situé dans l'est de Saxe et dont le territoire s'étend sur le sud du Brandebourg oriental. Il a son siège à la cathédrale Saint-Jacob (de) de Görlitz, et est suffragant de l'archidiocèse de Berlin.
Créé en 1994, d'une fraction de l'archidiocèse de Wrocław en Pologne.

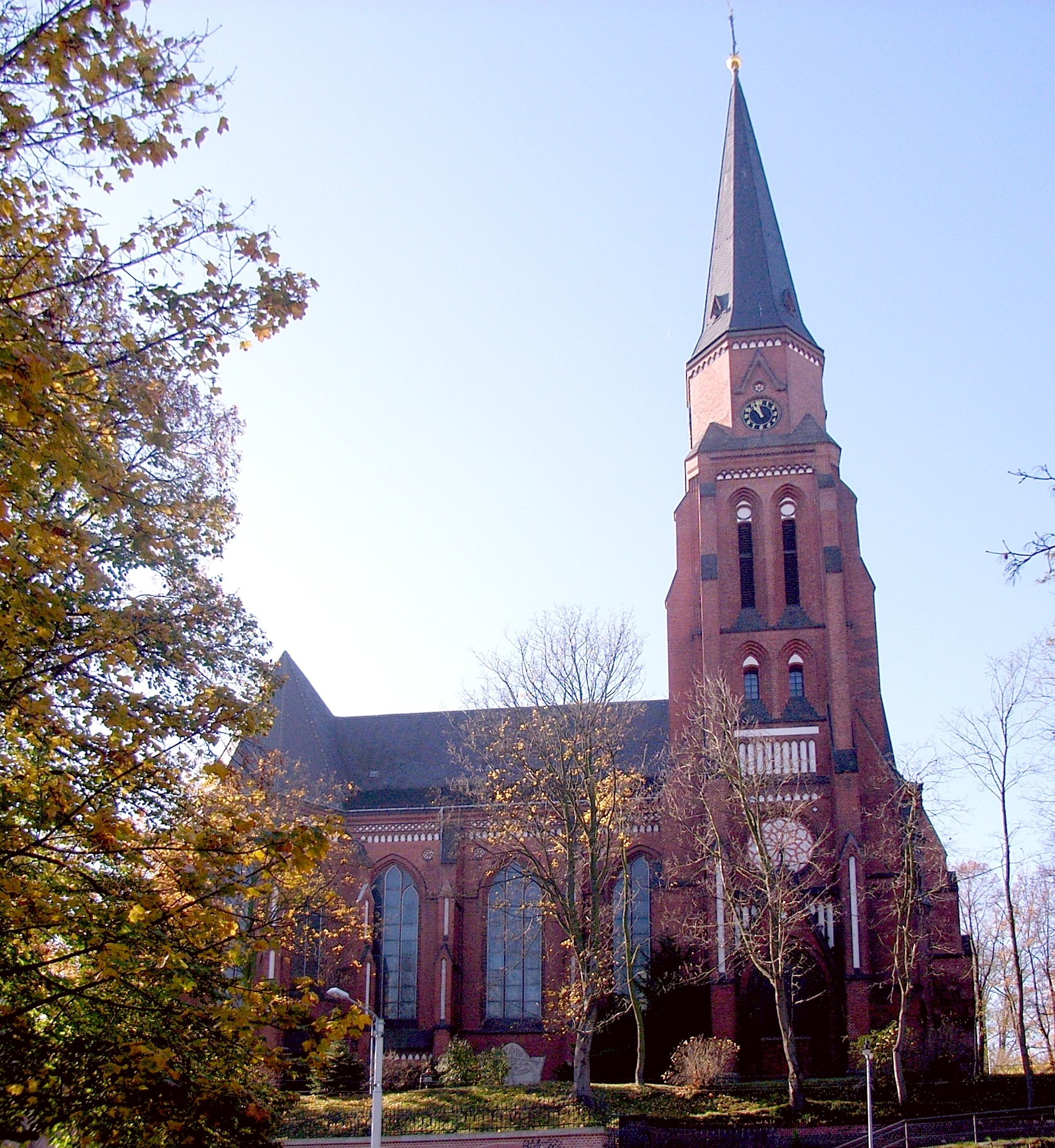
La cathédrale Saint-Jacob de Görlitz.